# Peter O. Mülbert
Peter O. Mülbert (* 1. April 1957 in Stuttgart) ist ein deutscher Rechtswissenschaftler und Hochschullehrer.
1976 begann er das Studium der Rechtswissenschaften in Tübingen und Genf. 1981 absolvierte Mülbert die erste juristische Staatsprüfung in Tübingen. Von 1982 bis 1985 war er als Rechtsreferendar am Landgericht Tübingen tätig. Im Jahre 1984 promovierte Mülbert zum Thema „Missbrauch von Bankgarantien und einstweiliger Rechtsschutz: die dogmatischen Grundlagen der Bankgarantie "auf erstes Anfordern" und ihre Behandlung im Verfahren des einstweiligen Rechtsschutzes“ zum Dr. jur. an der Universität Tübingen. 1985 folgte die zweite juristische Staatsprüfung in Stuttgart. Immer wieder war Mülbert als Voll- bzw. Teilzeitassistent beschäftigt. Er habilitierte sich 1995 zum Thema „Aktiengesellschaft, Unternehmensgruppe und Kapitalmarkt: Die Aktionärsrechte bei Bildung und Umbildung einer Unternehmensgruppe zwischen Verbands- und Anlegerschutzrecht“ an der Ludwig-Maximilians-Universität München.
1995 wurde Mülbert an der Universität Heidelberg zum Universitätsprofessor ernannt. 1995 erfolgte die Ernennung zum Universitätsprofessor an der Universität Trier als Nachfolger von Peter-Christian Müller-Graff. In den Jahren 1997 sowie 1998 war Mülbert Dekan des Fachbereiches Rechtswissenschaften an der Universität Trier.
1998 lehnte Mülbert den Ruf auf die Nachfolge von Karsten Schmidt an der Universität Hamburg ab. Seit 1999 ist Mülbert bis heute Inhaber eines Lehrstuhls für Bürgerliches Recht, Handels- und Wirtschaftsrecht sowie Bankrecht an der Johannes Gutenberg-Universität Mainz und Direktor des Instituts für deutsches und internationales Recht des Giro-, Spar- und Kreditwesens. 2010 lehnte Mülbert einen Ruf auf die Nachfolge von Holger Fleischer an der Universität Bonn ab. Im gleichen Jahr erfolgte die mit einer 5-jährigen Freistellung von der Lehre verbundene Aufnahme in das Gutenberg Forschungskolleg.

## Veröffentlichungen (Auswahl)
- Hrsg. mit Mathias Habersack, Michael Schlitt: Handbuch der Kapitalmarktinformation, 3. Auflage, München: C.H. Beck, 2020, ISBN 978-3-406-72870-9.
- Hrsg. mit Heinz-Dieter Assmann und Uwe H. Schneider: Wertpapierhandelsrecht, 7. Aufl., Otto Schmidt, Köln 2019. ISBN 978-3-504-40089-7.
- Hrsg. mit Mathias Habersack, Michael Schlitt: Unternehmensfinanzierung am Kapitalmarkt, 3. Auflage, Köln: Verlag Dr. Otto Schmidt, 2013, ISBN 978-3-504-40096-5.
- Hrsg. mit Ulrich Burgard, Walther Hadding, Michael Nietsch, Reinhard Welter: Festschrift für Uwe H. Schneider zum 70. Geburtstag, Köln: Verlag Dr. Otto Schmidt, 2011, ISBN 978-3-504-06046-6
- Hrsg. mit S. Grundmann, B. Haar, H. Merkt, M. Wellenhofer: Festschrift für Klaus J. Hopt zum 70. Geburtstag (Bd. 2), Walter de Gruyter, Berlin/New York 2010, ISBN 978-3-89949-628-4.
- Peter O. Mülbert: Walther Hadding zum 75. Geburtstag. In: NJW 2009, S. 1401.